# Bénédicte Fayet
Pour les articles homonymes, voir Fayet.
Bénédicte Fayet est une romancière française. Née en Alsace, elle a passé une quarantaine d'années à Paris. Elle vit et travaille actuellement en Bourgogne.

## Œuvres
- L'Avancement, roman, P.O.L, 1987.
- Le Cap d'infortune, roman, P.O.L, 1989.
- « Vanitas », nouvelle, Chef-Lieu, n° 2, éd. Le Temps qu'il fait, 1994.
- Parole de ventriloque, roman, éditions du Rouergue, 1998.
- La Nuit du Mahalia Blues, roman, éditions la P'tite Hélène, 2020.
- Des offenses ordinaires, roman, éditions Æthalidès, 2025.